# Сан Мартин Тесмелукан де Лабастида (Сан Мартин Тесмелукан)
Сан Мартин Тесмелукан де Лабастида (шп. San Martín Texmelucan de Labastida) насеље је у Мексику у савезној држави Пуебла у општини Сан Мартин Тесмелукан. Насеље се налази на надморској висини од 2250 м.

## Становништво
Према подацима из 2010. године у насељу је живело 75518 становника.

### Хронологија
| Година       | 2000                  | 2005                  | 2010                  |
| ------------ | --------------------- | --------------------- | --------------------- |
| Становништво | 70713 (34144 / 36569) | 72505 (34769 / 37736) | 75518 (35796 / 39722) |

### Попис
| \| \| м \| \| \| ж \| \| 0—2 \| 1.971 \| \| \| 1.976 \| \| 3—5 \| 2.198 \| \| \| 2.106 \| \| 6—11 \| 4.503 \| \| \| 4.302 \| \| 12—14 \| 2.204 \| \| \| 2.220 \| \| 15—17 \| 2.186 \| \| \| 2.229 \| \| 18—24 \| 4.795 \| \| \| 5.067 \| \| 60+ \| 2.873 \| \| \| 3.577 \| \| Просек : \| 28,5 \| \| \| 30,2 \| |       |  |  |       |
| |       |  |  |       |
| | м     |  |  | ж     |
| 0—2 | 1.971 |  |  | 1.976 |
| 3—5 | 2.198 |  |  | 2.106 |
| 6—11 | 4.503 |  |  | 4.302 |
| 12—14 | 2.204 |  |  | 2.220 |
| 15—17 | 2.186 |  |  | 2.229 |
| 18—24 | 4.795 |  |  | 5.067 |
| 60+ | 2.873 |  |  | 3.577 |
| Просек : | 28,5  |  |  | 30,2  |

| #   | Индикатор                                                                                        | Вредност |
| --- | ------------------------------------------------------------------------------------------------ | -------- |
| 1   | Становништво од 0 до 2 године                                                                    | 3947     |
| 2   | Мушко становништво од 0 до 2 године                                                              | 1971     |
| 3   | Женско становништво од 0 до 2 године                                                             | 1976     |
| 4   | Становништво са 3 и више година                                                                  | 71309    |
| 5   | Мушко становништво са 3 и више година                                                            | 33691    |
| 6   | Женско становништво са 3 и више година                                                           | 37618    |
| 7   | Становништво са 5 и више година                                                                  | 68431    |
| 8   | Мушко становништво са 5 и више година                                                            | 32238    |
| 9   | Женско становништво са 5 и више година                                                           | 36193    |
| 10  | Становништво са 12 и више година                                                                 | 58200    |
| 11  | Мушко становништво са 12 и више година                                                           | 26990    |
| 12  | Женско становништво са 12 и више година                                                          | 31210    |
| 13  | Становништво са 15 и више година                                                                 | 53776    |
| 14  | Мушко становништво са 15 и више година                                                           | 24786    |
| 15  | Женско становништво са 15 и више година                                                          | 28990    |
| 16  | Становништво са 18 и више година                                                                 | 49361    |
| 17  | Мушко становништво са 18 и више година                                                           | 22600    |
| 18  | Женско становништво са 18 и више година                                                          | 26761    |
| 19  | Становништво од 3 до 5 година                                                                    | 4304     |
| 20  | Мушко становништво од 3 до 5 година                                                              | 2198     |
| 21  | Женско становништво од 3 до 5 година                                                             | 2106     |
| 22  | Становништво од 6 до 11 година                                                                   | 8805     |
| 23  | Мушко становништво од 6 до 11 година                                                             | 4503     |
| 24  | Женско становништво од 6 до 11 година                                                            | 4302     |
| 25  | Становништво од 8 до 14 година                                                                   | 10211    |
| 26  | Мушко становништво од 8 до 14 година                                                             | 5199     |
| 27  | Женско становништво од 8 до 14 година                                                            | 5012     |
| 28  | Становништво од 12 до 14 година                                                                  | 4424     |
| 29  | Мушко становништво од 12 до 14 година                                                            | 2204     |
| 30  | Женско становништво од 12 до 14 година                                                           | 2220     |
| 31  | Становништво од 15 до 17 година                                                                  | 4415     |
| 32  | Мушко становништво од 15 до 17 година                                                            | 2186     |
| 33  | Женско становништво од 15 до 17 година                                                           | 2229     |
| 34  | Становништво од 18 до 24 године                                                                  | 9862     |
| 35  | Мушко становништво од 18 до 24 године                                                            | 4795     |
| 36  | Женско становништво од 18 до 24 године                                                           | 5067     |
| 37  | Женско становништво од 15 до 49 година                                                           | 22043    |
| 38  | Становништво са 60 и више година                                                                 | 6450     |
| 39  | Мушко становништво са 60 и више година                                                           | 2873     |
| 40  | Женско становништво са 60 и више година                                                          | 3577     |
| 41  | Однос између мушкараца и жена                                                                    | 90.12    |
| 42  | Становништво од нуле до 14 година                                                                | 21480    |
| 43  | Становништво од 15 до 64 године                                                                  | 49397    |
| 44  | Становништво од 65 година и више                                                                 | 4379     |
| 45  | Просечан број деце                                                                               | 2.19     |
| 46  | Становништво рођено у ентитету                                                                   | 63481    |
| 47  | Мушко становништво рођено у ентитету                                                             | 30404    |
| 48  | Женско становништво рођено у ентитету                                                            | 33077    |
| 49  | Становништво рођено у другом ентитету                                                            | 11426    |
| 50  | Мушко становништво рођено у другом ентитету                                                      | 5091     |
| 51  | Женско становништво рођено у другом ентитету                                                     | 6335     |
| 52  | Становништво од 5 година и више резидентно у ентитету у јуну 2005. године                        | 65696    |
| 53  | Мушко становништво старосног доба од 5 година и више, резидентно у ентитету у јуну 2005. године  | 30852    |
| 54  | Женско становништво старосног доба од 5 и више година, резидентно у ентитету у јуну 2005. године | 34844    |
| 55  | Становништво од 5 година и више које је живело у другом ентитету у јуну 2005. године             | 1993     |
| 56  | Мушко становништво старије од 5 година које је живело у другом ентитету у јуну 2005. године      | 943      |
| 57  | Женско становништво старије од 5 година које је живело у другом ентитету у јуну 2005. године     | 1050     |
| 58  | Становништво од 3 године и више које говори аутохтони језик                                      | 427      |
| 59  | Мушко становништво старо 3 године и више које говори аутохтони језик                             | 209      |
| 60  | Женско становништво старо 3 године и више које говори аутохтони језик                            | 218      |
| 61  | Становништво од 3 године и више које говори аутохтони језик и не говори шпански језик            | 2        |
| 62  | Мушко становништво старо 3 године и више које говори аутохтони језик и не говори шпански         | 0        |
| 63  | Женско становништво старо 3 године и више које говори аутохтони језик и не говори шпански језик  | 2        |
| 64  | Становништво старо 3 године и више које говори аутохтони језик и шпански                         | 308      |
| 65  | Мушко становништво старо 3 године и више које говори аутохтони језик и шпански                   | 148      |
| 66  | Женско становништво старо 3 године и више које говори аутохтони језик и шпански                  | 160      |
| 67  | Становништво од 5 година и више које говори аутохтони језик                                      | 424      |
| 68  | Становништво од 5 година и више које говори аутохтони језик и не говори шпански језик            | 2        |
| 69  | Становништво од 5 година и више које говори аутохтони језик и говори шпански језик               | 306      |
| 70  | Становништво у домородачким домаћинствима                                                        | 1020     |
| 71  | Становништво са ограничењима у активностима                                                      | 2810     |
| 72  | Становништво са ограниченим ходањем или кретањем, горе или доле                                  | 1460     |
| 73  | Становници са ограничењима вида, чак и уз кориштење сочива                                       | 832      |
| 74  | Становништво са ограничењима говора, комуникације или конверзације                               | 242      |
| 75  | Становништво са ограниченим слухом                                                               | 323      |
| 76  | Становништво са ограничењима при одевању, купању или јелу                                        | 111      |
| 77  | Становништво са ограничењима у опажању или учењу једноставних ствари                             | 112      |
| 78  | Становништво са менталним ограничењима                                                           | 245      |
| 79  | Становништво без ограничења активности                                                           | 72024    |
| 80  | Становништво од 3 до 5 година које не похађа школу                                               | 1555     |
| 81  | Мушко становништво од 3 до 5 година које не похађа школу                                         | 810      |
| 82  | Женско становништво од 3 до 5 година које не похађа школу                                        | 745      |
| 83  | Становништво од 6 до 11 година које не похађа школу                                              | 195      |
| 84  | Мушко становништво од 6 до 11 година које не похађа школу                                        | 101      |
| 85  | Женско становништво од 6 до 11 година које не похађа школу                                       | 94       |
| 86  | Становништво од 12 до 14 година које не похађа школу                                             | 282      |
| 87  | Мушко становништво од 12 до 14 година које не похађа школу                                       | 147      |
| 88  | Женско становништво од 12 до 14 година које не похађа школу                                      | 135      |
| 89  | Становништво од 15 до 17 година похађа школу                                                     | 3347     |
| 90  | Мушко становништво од 15 до 17 година похађа школу                                               | 1636     |
| 91  | Женско становништво између 15 и 17 година живота у школи                                         | 1711     |
| 92  | Становништво од 18 до 24 године похађа школу                                                     | 3415     |
| 93  | Мушко становништво од 18 до 24 године похађа школу                                               | 1689     |
| 94  | Женско становништво од 18 до 24 године похађа школу                                              | 1726     |
| 95  | Становништво од 8 до 14 година које не може да чита и пише                                       | 234      |
| 96  | Мушко становништво старосног доба од 8 до 14 година које не може да чита и пише                  | 132      |
| 97  | Женско становништво старосног доби од 8 до 14 година које не може да чита и пише                 | 102      |
| 98  | Становништво од 15 година и више које је неписмено                                               | 1770     |
| 99  | Мушко становништво од 15 година и више које је неписмено                                         | 619      |
| 100 | Женско становништво од 15 година и више које је неписмено                                        | 1151     |
| 101 | Становништво старо 15 и више година без школовања                                                | 1890     |
| 102 | Мушко становништво старо 15 и више година без школовања                                          | 671      |
| 103 | Женско становништво старо 15 и више година без школовања                                         | 1219     |
| 104 | Становништво старосног доба 15 и више година са непотпуним основним образовањем                  | 4442     |
| 105 | Мушко становништво старосног доба од 15 година и више са непотпуном основним образовањем         | 1781     |
| 106 | Женско становништво старосног доба 15 и више година са непотпуном основним образовањем           | 2661     |
| 107 | Становништво старо 15 и више година са комплетним основним образовањем                           | 8938     |
| 108 | Мушко становништво старо 15 година и више са комплетним основним образовањем                     | 3783     |
| 109 | Женско становништво старо 15 и више година са комплетним основним образовањем                    | 5155     |
| 110 | Становништво старосног доба 15 и више година са непотпуним средњим образовањем                   | 2379     |
| 111 | Мушко становништво старосног доба од 15 година и више са непотпуним средњим образовањем          | 1313     |
| 112 | Женско становништво старосног доба од 15 година и више са непотпуним средњим образовањем         | 1066     |
| 113 | Становништво старо 15 и више година са пуним секундарном образовањем                             | 12096    |
| 114 | Мушко становништво старосног доба од 15 година и више са пуним секундарном образовањем           | 5889     |
| 115 | Женско становништво старосног доба од 15 година и више са пуним секундарном образовањем          | 6207     |
| 116 | Становништво старије од 18 година са постосновним образовањем                                    | 21565    |
| 117 | Мушко становништво старије од 18 година са постосновним образовањем                              | 10303    |
| 118 | Женско становништво старије од 18 година са постосновним образовањем                             | 11262    |
| 119 | Просечна оцена школовања                                                                         | 9.59     |
| 120 | Просечан ниво образовања мушке популације                                                        | 9.83     |
| 121 | Просечан ниво образовања женског становништва                                                    | 9.38     |
| 122 | Економски активно становништво                                                                   | 31965    |
| 123 | Економски активна мушка популација                                                               | 19889    |
| 124 | Економски активна женска популација                                                              | 12076    |
| 125 | Становништво које није економски активно                                                         | 26027    |
| 126 | Мушко становништво које није економски активно                                                   | 7003     |
| 127 | Женско становништво које није економски активно                                                  | 19024    |
| 128 | Запослено становништво                                                                           | 30575    |
| 129 | Запослено мушко становништво                                                                     | 18873    |
| 130 | Запослено женско становништво                                                                    | 11702    |
| 131 | Незапослена популација                                                                           | 1390     |
| 132 | Незапослена мушка популација                                                                     | 1016     |
| 133 | Незапослена женска популација                                                                    | 374      |
| 134 | Становништво без права на здравствене услуге                                                     | 40001    |
| 135 | Становништво које има право на здравствене услуге                                                | 35137    |
| 136 | Становништво које има право на ИМСС                                                              | 17061    |
| 137 | Становништво које има право на социјално осигурање                                               | 4025     |
| 138 | Становништво које има право на државно социјално осигурање                                       | 835      |
| 139 | Становништво које има право на опште осигурање или здравствено осигурање за нову генерацију      | 9681     |
| 140 | Становништво које је било једном или није било у браку током 12 година и више                    | 20425    |
| 141 | Венчано или уједињено становништво од 12 година и више                                           | 31235    |
| 142 | Становништво које је било у браку или уједињено 12 година и више                                 | 6417     |
| 143 | Становништво са католичком религијом                                                             | 66777    |
| 144 | Протестанти, еванђелисти и библијски следбеници различити од еванђелиста                         | 6510     |
| 145 | Становништво са другим религијама различитим од претходних                                       | 128      |
| 146 | Становништво без религије                                                                        | 1133     |
| 147 | Укупно пописаних домаћинства                                                                     | 18644    |
| 148 | Пописна домаћинства на челу са мушкарцима                                                        | 13519    |
| 149 | Пописна домаћинства на челу са женама                                                            | 5125     |
| 150 | Становништво у пописним домаћинствима                                                            | 75243    |
| 151 | Становништво у пописним домаћинствима на челу са мушкарцима                                      | 56949    |
| 152 | Становништво у пописним домаћинствима на челу са женама                                          | 18294    |
| 153 | Укупно домаћинстава                                                                              | 22286    |
| 154 | Укупно насељених домаћинстава                                                                    | 18728    |
| 155 | Укупно приватних кућа                                                                            | 22202    |
| 156 | Насељени приватни домови                                                                         | 18644    |
| 157 | Укупно насељених приватних кућа                                                                  | 18725    |
| 158 | Ненасељене приватне куће                                                                         | 2653     |
| 159 | Појединачна домаћинства за привремену употребу                                                   | 905      |
| 160 | Становници у насељеним приватним кућама                                                          | 75243    |
| 161 | Насељеност станара у приватним становима                                                         | 4.04     |
| 162 | Просечно становника по соби у приватним насељеним домаћинствима                                  | 0.99     |
| 163 | Појединачна домаћинства са подовима од различитих материјала од земље                            | 17997    |
| 164 | Појединачна домаћинства у приземљу                                                               | 545      |
| 165 | Појединачна домаћинства са једном спаваћом собом                                                 | 5812     |
| 166 | Појединачна домаћинства са две спаваће собе и више                                               | 12782    |
| 167 | Појединачна домаћинства са једним собом                                                          | 955      |
| 168 | Појединачна домаћинства са две собе                                                              | 2410     |
| 169 | Појединачна домаћинства са 3 собе и више                                                         | 15201    |
| 170 | Појединачна домаћинства која имају електрично светло                                             | 18555    |
| 171 | Појединачна домаћинства која немају електрично светло                                            | 29       |
| 172 | Појединачна домаћинства која имају водоводну воду у стамбеном простору                           | 18063    |
| 173 | Појединачна домаћинства која немају водоводну воду у стамбеном простору                          | 502      |
| 174 | Појединачна домаћинства која имају тоалет                                                        | 18485    |
| 175 | Појединачна домаћинства која имају канализацију                                                  | 18426    |
| 176 | Појединачна домаћинства која немају канализацију                                                 | 141      |
| 177 | Појединачна домаћинства која имају електрично светло, довод воде из јавне мреже и канализацију   | 17888    |
| 178 | Појединачна домаћинства без икаквих услова                                                       | 141      |
| 179 | Појединачна домаћинства која имају радио                                                         | 16220    |
| 180 | Појединачна домаћинства која имају телевизор                                                     | 18113    |
| 181 | Појединачна домаћинства која имају фрижидер                                                      | 14465    |
| 182 | Појединачна домаћинства која имају машину за веш                                                 | 11914    |
| 183 | Појединачна домаћинства која имају аутомобил или комби                                           | 6970     |
| 184 | Појединачна домаћинства која имају рачунар                                                       | 5280     |
| 185 | Појединачна домаћинства која имају фиксну телефонску линију                                      | 7871     |
| 186 | Појединачна домаћинства која имају мобилни телефон                                               | 12684    |
| 187 | Појединачна домаћинства која имају приступ интернету                                             | 3583     |
| 188 | Величина локације                                                                                | 10       |